# TianoCore EDK II
TianoCore EDK II является эталонной реализацией UEFI от Intel. EDK является аббревиатурой от EFI Development Kit и разрабатывается сообществом TianoCore. TianoCore EDK II является референсной имплементацией сервисов UEFI.

## История
В 2004 году Intel выложил базовый исходный код EFI под свободной лицензией. Этот код является стартовой точкой для начала разработки проекта сообществом на SourceForge. Название «Tiano» унаследовано от проекта Intel. Последнее обновление EDK (версии 1) произошло в марте 2010. Версия 2 активно разрабатывается.
Проект «edk2» был загружен на SourceForge в апреле 2006 компание Intel. Первоначальное руководство разработчика использовало «Tiano R9» как название проекта. В 2008 первая стабильная версия EDK II была указана как «UEFI Development Kit 2008» (UDK2008). Отведенная ветка содержала BuildNotes.txt датированная ноябрем 2006 описывающая первоначальный код и BuildNotes2.txt модули добавленные в мае 2008. Ветка UDK2010 была первой популярной версией EDK II. Intel продолжил валидировать релизы EDK II как UDK до 2018, когда EDK II перешел на формат «стабильных тэгов».
В декабре 2023 была найдена уязвимость «LogoFAIL» которая позволяла внедрять код в изображение логотипа при загрузке системы.
Также EDK II реализует UEFI спецификации специфичные для QEMU спецификации не относящиеся к UEFI Forum.

## Проекты
EDK II используется и в других проектах.
Не все вендоры предоставляю шелл для работы с прошивкой. В такой ситуации может быть использован UEFI Shell предоставляемый проектом TianoCore EDK II
Google используется coreboot для запуска Tiano. Эта функция называется PIANO или tianocoreboot. PIANO был добавлен в coreboot в 2013. Код был обновлен для поддержки EDK II в 2017.
Исходный код EDK2 содержит инструкции для сборки пейлоад для coreboot Intel «slim bootloader».
Project Mu является форком EDK-II от Microsoft. Это свободная реализация UEFI используемая в Microsoft Surface и Hyper-V продуктах Microsoft. Проект был начат для того, чтобы улучшиться модульность TianoCore EDK II и улучшить покрытие тестами.
EFIDroid — загрузчик Android устройств на процессорах Snapdragon.